# Council of Churches in Sierra Leone
Der Council of Churches in Sierra Leone (CCSL; deutsch Kirchenrat in Sierra Leone) ist eine christlich-kirchliche Organisation in Sierra Leone, welche den christlichen Glauben im Land fördert und als Dachorganisation der Kirchen organisiert ist.
Der Kirchenrat wurde 1924 gegründet und hat seinen Sitz in der Hauptstadt Freetown. Die CCSL leistet ehrenamtliche Arbeit in vielen Bereichen der Gesellschaft, darunter zum Thema HIV/AIDS, häusliche Gewalt und Bildung.
Dem CCN gehören 35 Kirchen und kirchliche Organisationen an. Kein Mitglied ist die Römisch-katholische Kirche in Sierra Leone.

## Mitglieder
Vollmitglieder:
- African Methodist Episcopal Church
- Anglican Diocese Freetown
- Anglican Diocese Bo
- Baptist Convention Sierra Leone
- Christ Apostolic Church
- Christian Reformed Church in Sierra Leone
- Church Of God Of Prophesy
- Church Of God World Missions
- Church of the Lord Aladura
- Congregational Evangelical Mission
- Countess Of Huntingdon Connexion
- Emmanuel Baptist Conference
- El-Shadai Charismatic Ministries
- Evangelical Lutheran Church in Sierra Leone
- Evangelical Mission
- Freetown Anglican Diocese
- Methodist Church Sierra Leone
- Missionary Church of Africa
- National Evangelical Mission
- National Pentecostal Church
- United Brethren in Christ
- United Methodist Church in Sierra Leone
- Vine Memorial Baptist Church
- Wesleyan Church Sierra  Leone
- West African Methodist Church

Assoziierte Mitglieder:
- Bible Society Sierra Leone
- Christ United Pentecostal
- Faith Worship Ministries
- College Of Theology Management & Church Training Centre
- Scripture Union Sierra Leone
- Sierra Leone Theological College
- St Peters Healing Church
- United Church Women
- Young Men’s Christian Association
- Young Women’s Christian Association